# بيتي أورورك
بيتي أورورك (بالإنجليزية: Betty O'Rourke)‏ هي أمينة مكتبة وكاتِبة بريطانية، ولدت في 12 مايو 1930 في ريدنغ في المملكة المتحدة، وتوفي بنفس المكان في 2006.